# غرايم بلاندل
غرايم بلاندل (بالإنجليزية: Graeme Blundell) هو كاتب سير أسترالي، ولد في 7 أغسطس 1945 في ملبورن في أستراليا.

## وصلات خارجية
- غرايم بلاندل على موقع IMDb (الإنجليزية)
- غرايم بلاندل على موقع ديسكوغز (الإنجليزية)
- غرايم بلاندل على موقع قاعدة بيانات الفيلم (الإنجليزية)